# Radko Gudas
Radko Gudas (* 5. Juni 1990 in Kladno, Tschechoslowakei) ist ein tschechischer Eishockeyspieler, der seit Juli 2023 für die Anaheim Ducks in der National Hockey League (NHL) spielt. Das Team führt er seit September 2024 als Kapitän an. Sein Vater Leo war ebenfalls Eishockeyspieler und ist heute als Trainer in Tschechien aktiv.

## Karriere
Radko Gudas stammt aus dem Nachwuchs des HC Kladno, für dessen U18-Team er ab 2004 in der U18-Extraliga aktiv war. In seiner zweiten Saison in der U18-Spielklasse sammelte er als 15-Jähriger 29 Scorerpunkte in 51 Saisonspielen und erhielt dabei 186 Strafminuten. Damit war er der meist-bestrafte Spieler der gesamten Liga. Während der Saison 2006/07 erhielt er erste Einsätze in der U20-Extraliga, zudem kam er in neun Partien beim HC Berounští Medvědi in der zweiten Spielklasse Tschechiens, der 1. Liga, zum Einsatz. Ab Herbst 2007 spielte er dann auf Leihbasis beim HC Berounští Medvědi, ehe er in der Extraliga-Playoffs 2008 für seinen Stammverein in der höchsten Spielklasse debütierte. In der Saison 2008/09 kam er sowohl beim HC Kladno, als auch beim HC Berounští Medvědi zum Einsatz – dabei brachte er es auf insgesamt 14 Einsätze in der Extraliga.

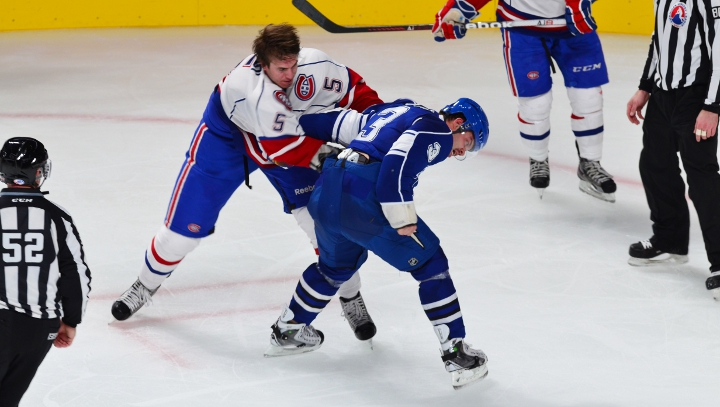
Radko Gudas (re.) im Faustkampf mit Jarred Tinordi, November 2012

Im Sommer 2009 entschied er sich zu einem Wechsel nach Nordamerika, um seine Chancen auf eine gute Platzierung im NHL Entry Draft 2010 zu erhöhen. Mit den Everett Silvertips spielte er in der Western Hockey League und sammelte in 68 Saisonspielen 155 Strafminuten. Jedoch war er nicht nur defensiv, sondern auch offensiv auffällig, in dem er als Verteidiger 39 Scorerpunkte sammelte. Daher wurde er am Saisonende in das Second All-Star-Team der WHL gewählt. Während des NHL Entry Drafts wurde Gudas von den Tampa Bay Lightning an 66. Stelle ausgewählt und von diesen in der folgenden Saison in der American Hockey League bei den Norfolk Admirals eingesetzt. Dabei überzeugte er erneut als Offensivverteidiger mit 54 Scorerpunkten aus 76 Spielen, wobei er 165 Minuten auf der Strafbank saß. Auch in der Saison 2011/12 war er für die Admirals aktiv und bekam im Saisonverlauf insgesamt 209 Strafminuten zugesprochen. Mit den Admirals gewann er am Saisonende den Calder Cup. Während der durch den Lockout verkürzten Saison 2012/13 debütierte er am 11. März 2013 für die Lightning in der National Hockey League. Insgesamt kam er in der Folge auf 22 NHL-Partien und spielte ansonsten für das neue Farmteam der Lightning, die Syracuse Crunch. Im Saisonverlauf nahm er am AHL All-Star Classic teil und wies am Saisonende mit +32 die beste Plus/Minus-Bilanz aller AHL-Spieler auf.
Im Mai 2013 erhielt Gudas einen Dreijahresvertrag von den Tampa Bay Lightning, der nur für die NHL galt und ihm insgesamt knapp 3 Millionen Dollar einbringt. Aufgrund des Lockout stand er in der Saison 2012/13 zunächst im Kader des Farmteams Syracuse Crunch in der AHL, bevor er im März 2013 in das NHL-Aufgebot der Lightning berufen wurde. Die folgende Spielzeit 2013/14 bestritt er vollständig für die Lightning in der NHL und markierte 22 Scorerpunkte aus 77 Saisonspielen. Im März 2015 gaben ihn die Lightning samt einem Erst- und Drittrunden-Wahlrecht im NHL Entry Draft 2015 an die Philadelphia Flyers ab und erhielten im Gegenzug Braydon Coburn. Der Tscheche verbrachte schließlich drei Spielzeiten bis zum Juni 2019 in Philadelphia, ehe er im Tausch für Matt Niskanen an die Washington Capitals abgegeben wurde. Dort wurde sein auslaufender Vertrag nach der Spielzeit 2019/20 nicht verlängert, sodass er sich im Oktober 2020 als Free Agent den Florida Panthers anschloss. In den Playoffs 2023 erreichte er mit den Panthers das Endspiel um den Stanley Cup, unterlag dort allerdings den Vegas Golden Knights mit 1:4.
Anschließend wechselte Gudas im Juli 2023 als Free Agent zu den Anaheim Ducks, wo er einen Dreijahresvertrag mit einem Gesamtvolumen von zwölf Millionen US-Dollar erhielt. Dort ernannte man ihn im September 2024 zum neunten Mannschaftskapitän der Franchise-Geschichte, wobei er die Nachfolge von Ryan Getzlaf antrat. Er wurde damit zum sechsten Tschechen, der in der NHL ein Kapitänsamt bekleidet, nach Peter Šťastný, Jaromír Jágr, Patrik Eliáš, Bobby Holík und Milan Hejduk.

### International
Radko Gudas spielte für Tschechien bei der U18-Junioren-Weltmeisterschaft 2008 sowie den U20-Junioren-Weltmeisterschaften 2009 und 2010.
Im Januar 2014 wurde er für die Olympischen Winterspiele in Sotschi nominiert, obwohl er zuvor kein Spiel für die Nationalmannschaft Tschechiens absolviert hatte. Im September 2016 sollte er zum tschechischen Aufgebot beim World Cup of Hockey 2016 gehören, sagte jedoch verletzungsbedingt ab. Ebenso nahm der Verteidiger an den Weltmeisterschaften der Jahre 2017, 2018, 2019 und 2024 teil. Dabei wurde er im Jahr 2024 im eigenen Land Weltmeister.

## Erfolge und Auszeichnungen
- 2010 WHL Second All-Star Team
- 2012 Calder-Cup-Gewinn mit den Norfolk Admirals
- 2013 Teilnahme am AHL All-Star Classic
- 2013 Beste Plus/Minus-Bilanz der American Hockey League (+32)

### International
- 2008 Aufstieg in die Top-Division bei der U18-Junioren-Weltmeisterschaft der Division I
- 2024 Goldmedaille bei der Weltmeisterschaft

## Karrierestatistik

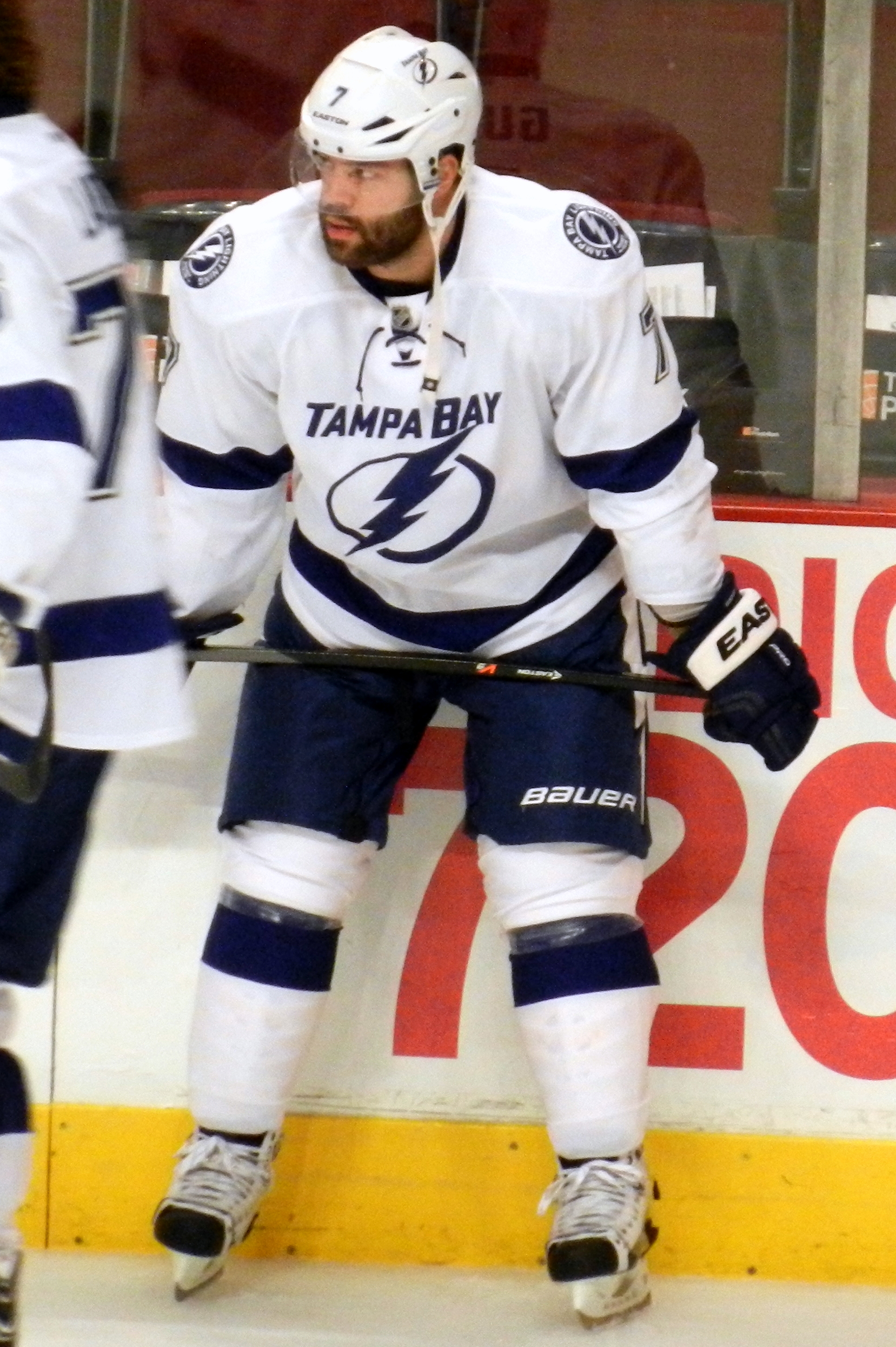
Gudas im Trikot der Tampa Bay Lightning (2013)

Stand: Ende der Saison 2024/25

### International
Vertrat Tschechien bei:
| - U18-Junioren-Weltmeisterschaft der Division I 2008 - U20-Junioren-Weltmeisterschaft 2009 - U20-Junioren-Weltmeisterschaft 2010 - Olympischen Winterspielen 2014 | - Weltmeisterschaft 2017 - Weltmeisterschaft 2018 - Weltmeisterschaft 2019 - Weltmeisterschaft 2024 |

(Legende zur Spielerstatistik: Sp oder GP = absolvierte Spiele; T oder G = erzielte Tore; V oder A = erzielte Assists; Pkt oder Pts = erzielte Scorerpunkte; SM oder PIM = erhaltene Strafminuten; +/− = Plus/Minus-Bilanz; PP = erzielte Überzahltore; SH = erzielte Unterzahltore; GW = erzielte Siegtore; 1 Play-downs/Relegation; Kursiv: Statistik nicht vollständig)